# Língua ngoni
A Língua ngoni, também chamada de angoni ou kisutu - é uma língua banta, da família atlântico-congolesa, originada a partir dos múltiplos idiomas dos povos ngoni, descendentes dos povos nguni, da África Meridional. Atualmente, possui cerca de 300 mil falantes, distribuídos em países como Maláui, Zâmbia, Moçambique e Tanzânia.

## Situação Atual

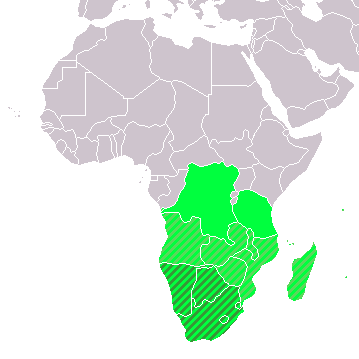
África Austral.

### Classificação
Pertence à família linguística Atlântico-Congolesa, mais especificamente do ramo banto.

### Status Oficial
Segundo a Sociedade Internacional de Linguística, a língua ngoni é classificada como descontinuada, ou vulnerável, existindo inclusive pesquisas que indicam uma assimilação da língua suaíli ao ngoni, seja para suprir a inexistência de algumas palavras - surgidas com o advento de algumas tecnologias - no Angoni, como para substituir palavras existentes.

## Fonologia e Alfabeto
A língua ngoni não possui um sistema de escrita específico, sendo utilizado, para a ortografia da língua, a proposta de Heidrun Kröger. O inventário fonético da língua é especificado como o indicado a seguir:
| VOGAIS        | Anteriores | Central | Posteriores |
| fechadas      | i          |         | u           |
| semi-fechadas | e          |         | o           |
| semi-abertas  | ε          |         | ɔ           |
| abertas       |            | a       |             |

| CONSOANTES  | Labial | Alveolar | Palatal | Velar | Glotal |
| Oclusivas   | p/b    | t/d      |         | k/g   |        |
| Fricativas  | v      |          | ʃ~tʃ    |       | h      |
| Nasais      | m      | n        | ɲ       | ŋ     |        |
| Laterais    |        | r/l      | ʎ       |       |        |
| Semi-vogais | w      |          | j       |       |        |

Algumas combinações de grafemas devem ser destacadas por possuírem fonética diferente do português ou ausente nele, entre estes citamos:
ng’-  ng’ombe (vaca); como o n em gânglio [gɐ͂(ŋ)gliʊ]
ny- kumenya (bater), como nh em Português
j - kujomola (acabar), como “hia” em hiato

## Gramática

### Substantivo

##### Gêneros ou Classes Semânticas e Flexão de Número
É importante ressaltar que aos substantivo serão adicionados os prefixos nominais específicos, indicativos da classe a que pertence; no caso dos verbos, será adicionado um prefixo verbal, referente a classe nominal com a qual ele se relaciona.

###### Classes Mu- e Va-
Referem-se a seres humanos ou profissões, sendo mu- o indicativo nominal do singular (que varia como mw-, quando adicionado a radical vocálico). O prefixo nominal do plural varia entre va-, ka- e aka-.
Para o verbo, tanto no singular como no plural utiliza-se o prefixo a- (a indicação do número poderá ser feita pela repetição da raiz verbal).
Mundu ang’eng’ini     mikongo               
A pessoa        cortou          árvores
Vandu ang’eng’ini     mikongo
As pessoas    cortaram       árvores
Mwana ang’engini      mikongo
A criança        cortou          árvores

###### Classes Mu- e Mi-
Referem-se, em geral, a árvores. No singular, o prefixo nominal se expressa como mu- ou n-, no plural, utiliza-se mi-. Para essa classe, o prefixo verbal varia de acordo com o número, sendo u- para o singular e i- para o plural.
Nkongo ung’ eng’ enigwi
A árvore       foi cortada
Mikongo ing’ eng’ enigwi
As árvores   foram cortadas

###### Classes Li- e Ma-
Utiliza-se prefixo li- no singular e ma- no plural, essa classe indica - principalmente - “enxada”, além de alguns animais. Os prefixos verbais também são expressos por li- no singular e ma- ou ga- no plural.
Ligwela     ligwili
A enxada    caiu
Magwela gagwili
As enxadas    cairam

###### Classes Xi- e Hi-
Os prefixos nominais são xi- para singular e hi- no plural, denotam frutas, objetos e animais. Os verbais podem ser dados por xi- ou x- (para radical vocálico) ,no singular, e y- (para radical vocálico) ou hi- no plural.
Xindu xambone
Coisa     boa (ser bom)
Hindu yambone
Coisas         boas

###### Classes N-
Não há distinção do prefixo nominal, a diferenciação verbal se dá por i- no plural e ji- no singular.
Mbui jiwili
O cabrito    morreu
Mbui iwili
Os cabritos   morreram

###### Classe Pa
Indica proximidade espacial ou temporal em relação ao substantivo, acrescenta-se o prefixo pa- ao prefixo nominal original da palavra.
Mi panani litalau likôlongwa
Estou em cima da rocha grande.

###### Classe Ku
Indica a direção ou a origem da ação expressa pelo verbo da oração. O prefixo ku- substitui o prefixo nominal original da palavra.
Nyenda kungonda ukôlong’wa
Vou à machamba grande

###### Classe Mu- ou N-
Indica a ocorrência do evento dentro do objeto a que se refere o nome, o prefixo mu- pode ser adicionado ao original ou substituí-lo. Mu- varia como N-, caso o substantivo seja iniciado com um som nasal.
Mi nnyumba jikôlong’wa
Estou dentro da casa grande

###### Nomes derivados de verbos
Para a nominalização do verbo, utiliza-se ku- para radicais iniciados por som consonantal, e kwa- para radicais iniciados por vogal. Para palavras derivadas de verbos com raízes iniciadas por k, g ou ng’, utiliza-se a variação u-.
Os nomes kuhalaligwa (felicidade) e ukota (pergunta), por exemplo, são derivados de verbos, respectivamente, kuhalala (ser bom) e ukota (perguntar).

##### Relações de Posse
São utilizados prefixos para indicar relação possessiva, eles concordarão em classe e número com o objeto possuído, sendo a seguinte relação:
| singular | pessoa    |
| jwangu   | meu/minha |
| jinu     | teu/tua   |
| jaku     | dele/dela |

| plural | pessoa      |
| jitu   | nosso/nossa |
| jinu   | vosso/vossa |
| jau    | deles/delas |

Os pronomes possessivos sofrem variações de acordo com a classe nominal dos objetos, de acordo com o indicado abaixo:
| Classe Mu- (Pessoa) | Classe Mu- (árvore) | Classe Li- | Classe Xi- | Classe N- | Pronome |
| jwangu              | wangu               | lyangu     | xangu      | jangu     | meu     |
| winu                | winu                | linu       | xinu       | jnu       | teu     |
| waku                | waku                | lyaku      | xaku       | jaku      | dele    |
| witu                | witu                | litu       | xitu       | jitu      | nosso   |
| winu                | winu                | linu       | xinu       | jinu      | vosso   |
| wau                 | wau                 | lyau       | xau        | jau       | dele    |
| vangu               | yangu               | gangu      | yangu      | yangu     | meus    |
| vinu                | inu                 | ginu       | hinu       | inu       | teus    |
| vaku                | yaku                | gaku       | yaku       | yaku      | deles   |
| vitu                | itu                 | gitu       | hitu       | itu       | nossos  |
| vinu                | inu                 | ginu       | hinu       | inu       | vossos  |
| vau                 | yau                 | gau        | yau        | yau       | deles   |

As relações de posse podem ser expressas, também, sem a utilização de pronomes, a partir da inserção de uma partícula de relação possessiva na frase - que cumprirá o papel atribuído, no português, às preposições - a qual varia de acordo com a classe nominal do primeiro nome, como exemplificado a seguir:
| Classe       | Ngoni             | Português          |
| MU (pessoa)  | mwana wa likoxi   | filho do régulo    |
| VA           | vana va likoxi    | filhos do régulo   |
| MU (árvore)  | nkongu wa likoxi  | árvore do régulo   |
| MI           | mikongo ya likoxi | árvores do régulo  |
| LI           | ligela lya likoxi | enxada do régulo   |
| MA           | magela ga likoxi  | enxadas do régulo  |
| XI           | xindu xa likoxi   | coisa do régulo    |
| HI           | hindu ya likoxi   | coisas do régulo   |
| N (singular) | mbui ja likoxi    | cabrito do régulo  |
| N (plural)   | mbui ya likoxi    | cabritos do régulo |

### Verbo
O verbo é composto pelas seguintes partes:

#### Prefixo do sujeito (1ª parte)
Identifica o autor da ação expressa, por meio da afixação do verbo de acordo com a pessoa verbal utilizada como sujeito.
Na primeira pessoa, o prefixo adicionado ao verbo, indicativo do sujeito, será n- para o singular e ti- para o plural. É importante ressaltar que algumas modificações no radical verbal podem se fazer necessárias, entre as quais podemos citar:
Vozeamento
Substitui-se a consoante não vozeada do radical verbal por uma consoante vozeada, segundo a seguinte associação:
| Não-vozeadas | Vozeadas |
| p            | b        |
| t            | d        |
| k            | g        |
| x            | j        |

A título de exemplificação, cita-se o verbo “levar”, de raiz “tôla”. Na primeira pessoa do singular, o verbo é escrito como “ndôla”, devido ao fenômeno de vozeamento, o qual indica a troca do grafema t por d.
Nasalização
Substitui-se a consoante do radical verbal por uma consoante de som nasal, segundo a seguinte associação:
| Original | Nasais |
| v        | m      |
| w        | m      |
| l        | n      |
| y        | ny     |
| j        | ny     |
| h        | ng’    |

Na segunda pessoa, não ocorrem fenômenos de vozeamento ou nasalização. O prefixo n- é utilizado para singular e plural.
Na terceira pessoa, o prefixo do sujeito é a- para singular e plural.

#### Marcação do Tempo (2ª parte)
Indica o tempo no qual ocorre o evento expresso pelo verbo por intermédio da afixação do verbo. A diferenciação temporal ocorre em conjunto à definição do sujeito, apresentada anteriormente, sendo assim, o afixo temporal é adicionado sem substituir o afixo nominal (indicativo do sujeito), como exemplifica-se abaixo, em que o prefixo a- indica a terceira pessoa do singular.
| Tempo verbal          | Afixo                             | Exemplos                          |
| Pretérito simples     | -iti (sufixo)                     | agegiti (ele levou)               |
| Pretérito imperfeito  | aka- (prefixo)                    | akagega (ele levava)              |
| Presente              | Não há afixo temporal             | agega (ele leva/está a levar)     |
| Futuro simples        | t- ou ti- (prefixo) + -e (sufixo) | tagege (ele levará)               |
| Gerúndio              | aka- (prefixo)                    | akagega (levando)                 |
| Conjuntivo (presente) | -e (sufixo)                       | agege (que ele leve)              |
| Conjuntivo perfeito   | aka- (prefixo) + -iti (sufixo)    | akagegiti (se ele tivesse levado) |
| Condicional           | taka- (prefixo)                   | takagege (ele levaria)            |

#### Prefixo do objeto (3ª parte)
Faz referência ao objeto que sofre a ação, sendo a afixação indicativa apenas de pessoas que sofrem a ação (classes Mu- e Va-).
| Prefixo                            | Categoria gramatical | Categoria gramatical  |
| n- (com vozeamento ou nasalização) | me                   | 1º pessoa do singular |
| n-                                 | te                   | 2º pessoa do singular |
| n-                                 | lhe                  | 3º pessoa do singular |
| ti-                                | nos                  | 1º pessoa do plural   |
| n-                                 | vos                  | 2º pessoa do plural   |
| va-                                | lhes                 | 3º pessoa do plural   |

A diferenciação entre singular e plural também poderá se fazer a partir da reduplicação do radical verbal.
Ele te levará ----- tantole
Ele vos levará ---- tantoletole

#### Extensões verbais (5ª parte)
As extensões verbais modificam o verbo ao qual são adicionadas, podendo ser adicionadas uma ou mais ao verbo. Seguem alguns exemplos:
| verbo         | tradução           | sufixos | sufixos | nome da extensão |
| kuhemela      | comprar            |         |         |                  |
| kuhemeleha    | vender             | -eha    |         | causativa        |
| kuhemelehigwa | ser vendido        | -eh-    | -igwa   | passiva          |
| kuhemeleleha  | vender para alguém | -el-    | -eha    | aplicativa       |
| kuhemeligwa   | ser comprado       | -igwa   |         | passiva          |

#### Vogal final (6ª parte)
Dessa forma, os elementos verbais são escritos conjuntamente, podendo ser identificados segundo o exemplo:
NAKANXOMEHA
Eu lhe ensinava
N - Prefixo de sujeito (indicativo da primeira pessoa do singular)
AKA - Marcação de tempo (pretérito imperfeito)
N - Prefixo de objeto (lhe)
XOM - Radical
EH - Extensão verbal (causativa)
A - Vogal final
É válido citar, também, que os verbos podem ser modificados por advérbios, os quais denotam modo, tempo ou lugar, além disso, essa classe gramatical é composta por palavras invariáveis. Para falantes, é comum substituir alguns advérbios por nomes os quais exprimem a mesma ideia, como nomes locativos, como “nnyumba” (dentro da casa), no lugar de advérbios de local, como “pamba” (aqui) ou “panja nyumba” (no exterior da casa).

### Adjetivo
No Ngoni, dá-se preferência a utilizar verbos para expressar características as quais, no português, seriam denotadas por adjetivos, sendo denominada essa formação “adjetivo verbal”. O adjetivo verbal é composto a partir do infinitivo do verbo precedido pela partícula de relação entre a característica que ele exprime e o sujeito.
Exemplos:
Kuhalala ---- Ser bom/bonito
Kuxokolela ---- Ser o primeiro
Huhagamila ---- Estar cansado
Kuvina ---- Estar doente
O adjetivo nominal, por sua vez, segue a concordância determinada pelo sujeito que caracteriza, tendo, em muitos casos, o mesmo afixo que a classe do sujeito a que se refere.
| Classe       | Exemplo: xixokoxoko (pequeno) | Exemplo: xixokoxoko (pequeno) | Prefixo |
| MU (pessoa)  | mundu nxokoxoko               | pessoa pequena                | N-      |
| VA           | vandu vaxokovaxoko            | pessoas pequenas              | VA-     |
| MU (árvore)  | nkongo uxokoxoko              | árvore pequena                | U-      |
| MI           | mikongo ixokoixoko            | árvores pequenas              | I-      |
| LI           | lijoka lixokoxoko             | cobra pequena                 | LI-     |
| MA           | majoka maxokomaxoko           | cobras pequenas               | MA-     |
| XI           | xindu xixokoxoko              | coisa pequena                 | XI-     |
| HI           | hindu hixokohixoko            | coisas pequenas               | HI-     |
| N (singular) | mbui jixokoxoko               | cabrito pequeno               | JI-     |
| N (plural)   | mbui ixokoixoko               | cabritos pequenos             | I-      |

## Vocabulário

### Pronomes e Expressões de tempo
| Tempo       | Tempo   | Pronomes         | Pronomes  |
| Juma moxi   | Sábado  | ne, nenga        | eu        |
| Juma pili   | Domingo | mwenga           | tu        |
| Juma tatu   | Segunda | jônojo, jôno’    | ele/ela   |
| Juma nne    | Terça   | twenga, twe      | nós       |
| Juma tanu   | Quarta  | (mangôta) mwenga | vocês     |
| Alahamixi   | Quinta  | (angôta) vênava  | eles/elas |
| Hijuma      | Sexta   |                  |           |
| Kalakala    | Passado |                  |           |
| Kilu        | Noite   |                  |           |
| Lêleno      | Hoje    |                  |           |
| Ligulu      | Tarde   |                  |           |
| Lixu        | Ontem   |                  |           |
| Mwska       | Ano     |                  |           |
| Mwehi       | Mês     |                  |           |
| Wiki/ximana | Semana  |                  |           |

### Texto na Língua Ngoni
Lyôva ni mbôngo ngahimingana  

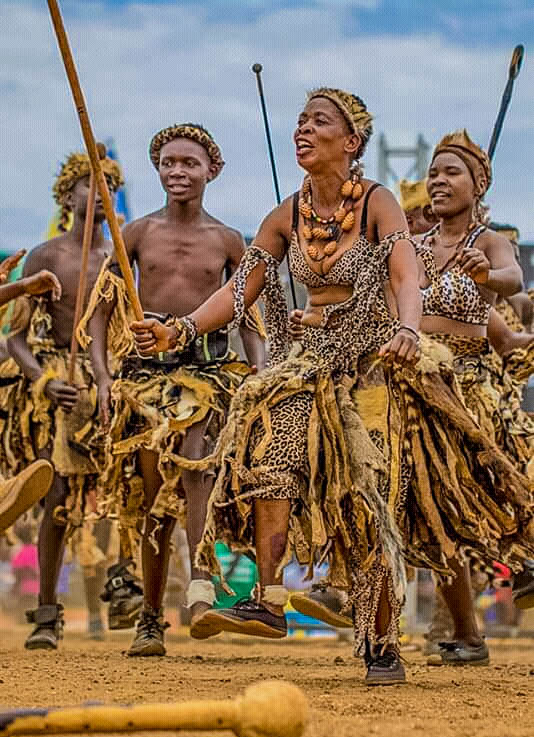
Pessoas da etnia Ngoni durante cerimônia tradicional.

Linjôva limu, lyôva ni mbôngo ngahimingana.
Vavênava axokolela kunyokonyana kaxinyene mwene jukulimba muni.
Nga hênu-hênu ahika munalôme jumu jwakalihinikila likoti.
Vavêna’ nga pakubaliana apala kuve’ mwene jumakili muni jwapala kuwoha likoti lya munalôme jônojo.
Jandanda kuhika mbôngo kupôga ni makili gaku goha.
Pajihandamuka kupôga, munalôme atela’ ukwendelela kulivilingi’ mulikoti lyaku.
Hênu nga lihika lyôva, ni lixokola ung’ala ni makili muni.
Ukati uxopoki, munalôme ahunukwi’ likoti.
Paupêtite kavêna ukati, ahula likoti.
Hêno mbôngo nga jikubilaye kutenda lyôva lina makili muni kuliku jôno’.
O sol e o vento norte
Um dia, o sol e o vento norte encontraram-se.
Os dois começaram a discutir entre si quem era o mais forte.
Logo veio um homem embrulhado num manto.
Os dois concordaram que seria o mais forte quem conseguisse tirar o casaco daquele homem.
Primeiro veio o vento norte e soprou com toda força.
Mas quanto mais soprou, tanto mais o homem se embrulhou no seu manto.
A seguir veio o sol, e começou a brilhar com muita força.
Depois de pouco tempo, o homem abriu o manto.
Passado mais algum tempo, tirou o manto.
Assim o vento norte teve que admitir que o sol era mais forte do que ele.

## Nas olimpíadas linguísticas
Em 2020, a língua ngoni foi tema de uma questão na Fase 1B da 10ª edição da Olimpíada Brasileira de Linguística.